# Marie Bernays

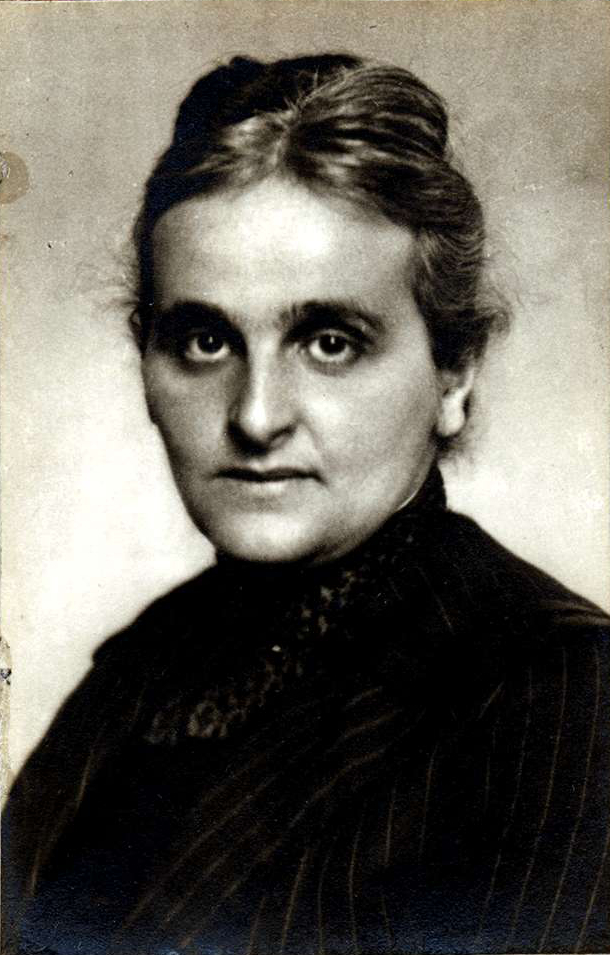
Marie Bernays

Marie Elise Hermine Bernays (* 13. Mai 1883 in München; † 22. April 1939 in Tuttlingen) war eine deutsche Wissenschaftlerin, Pädagogin, Politikerin und Frauenrechtlerin. Sie war eine der ersten Studentinnen an der Universität Heidelberg und promovierten Frauen Deutschlands.

## Leben und Wirken
Marie Bernays, evangelisch getauft, entstammte einem hochgeachteten und bedeutenden jüdischen Geschlecht. Ihr Großvater Isaak Bernays war Rabbiner und einer der Vorreiter der Jüdischen Orthodoxie. Eine Cousine Martha Bernays war die Frau von Sigmund Freud, und ihr Onkel Jacob Bernays war ein renommierter Altphilologe. Ihr Vater, Michael Bernays, der 1856 zum protestantischen Glauben konvertierte, war Inhaber des ersten Lehrstuhls für Literaturgeschichte an der Universität München sowie ein bedeutender Goethe- und Shakespeareforscher. Wie sie in ihren unveröffentlichten Lebenserinnerungen berichtete, war ihr Vater „Vorleser von König Ludwig II. von Bayern“ und lebte „nur in der Welt der Literatur und des Theaters“. Zu dem „bestimmten Sozialer Geist, gemeinnützige Hilfsbereitschaft und Wirksamkeit das Familienleben“. Marie Bernays’ Mutter, Louise Johanna Bernays, geb. Rübke, Tochter eines vermögenden Hamburger Reeders, war in erster Ehe mit dem Journalisten und Theaterwissenschaftler Hermann Uhde verheiratet, der früh verstarb. Zusammen mit ihrem um acht Jahre älteren Halbbruder, Hermann Uhde-Bernays (der nicht von seinem Stiefvater adoptiert wurde und den Namen Bernays aus Verehrung für seinen Stiefvater führte), und ihrem 1881 geborenen Bruder, Ulrich Bernays, wuchs sie in München, Karlsruhe und Heidelberg auf. Sie war bis 1901 Schülerin des Victoria-Pensionats in Karlsruhe und in Baden-Baden. Anschließend ließ sich Bernays in München zur Lehrerin ausbilden und legte dort 1904 an der „Königlichen Kreisbildungslehrerinnenanstalt“ das Examen für Englisch und Französisch ab.
1906 absolvierte sie als Externe das Abitur an einem humanistischen Gymnasium in Heidelberg und immatrikulierte sich dann als eine der ersten Frauen mit den Fächern Nationalökonomie, Philosophie und Theologie an der Universität Heidelberg. 1910 promovierte sie bei Alfred Weber über: Die Geschichte einer Baumwollspinnerei, ihr Produktionsprozeß und ihre Arbeiterschaft. Zwar umfasste diese Dissertation nur 46 Seiten, sie war allerdings nur der erste Teil ihres viel umfangreicheren Buches von 422 Seiten über Auslese und Anpassung der Arbeiterschaft der geschlossenen Großindustrie, dargestellt an den Verhältnissen der »Gladbacher Spinnerei und Weberei AG« zu München-Gladbach im Rheinland, das im selben Jahr als Band 133 der Schriften des Vereins für Sozialpolitik über Untersuchungen über Auslese und Anpassung (Berufswahl und Berufsschicksal) der Arbeiter in den verschiedenen Zweigen der Großindustrie veröffentlicht wurde. Dies war nicht nur der erste, sondern auch der beste Band von insgesamt 15 Arbeiten einer großen Enquete, die im Auftrag des Vereins die persönliche Situation der Arbeiter in der Großindustrie untersuchten. Diese berühmte Enquete, die heute als „Beginn systematischer empirischer Sozialforschung im Betrieb“ gilt, wurde im Wesentlichen von Alfred Weber angeregt und von ihm gemeinsam mit Heinrich Herkner und Gustav von Schmoller geleitet. Im Vorwort zu ihrem Buch schrieb Bernays:
Das Material zu dieser Enquete gewann ich auf zweierlei Weise: durch persönliches Befragen der Arbeiterschaft und durch eigene Anschauung. Nachdem mir Herr Professor Dr. Alfred Weber, dem ich die erste Anregung zu dieser Arbeit verdanke, genauere Mitteilungen über die Ziele der Enquete gemacht hatte, war ich überzeugt, daß eine ausreichende Behandlung der hier gestellten Probleme nur auf der Basis einer genaueren Kenntnis der Arbeiter und ihrer Arbeit möglich sein würde. Darum versuchte ich im September des Jahres 1908 unerkannt in der 'Gladbacher Spinnerei und Weberei' Arbeit zu finden. Es gelang mir über Erwarten gut, ich wurde als Spulerin angenommen und hatte einige Wochen lang die beste Gelegenheit, das Fabrikleben aus nächster Nähe zu beobachten und das Leben und Treiben der Arbeiterinnen als eine der ihrigen zu teilen.

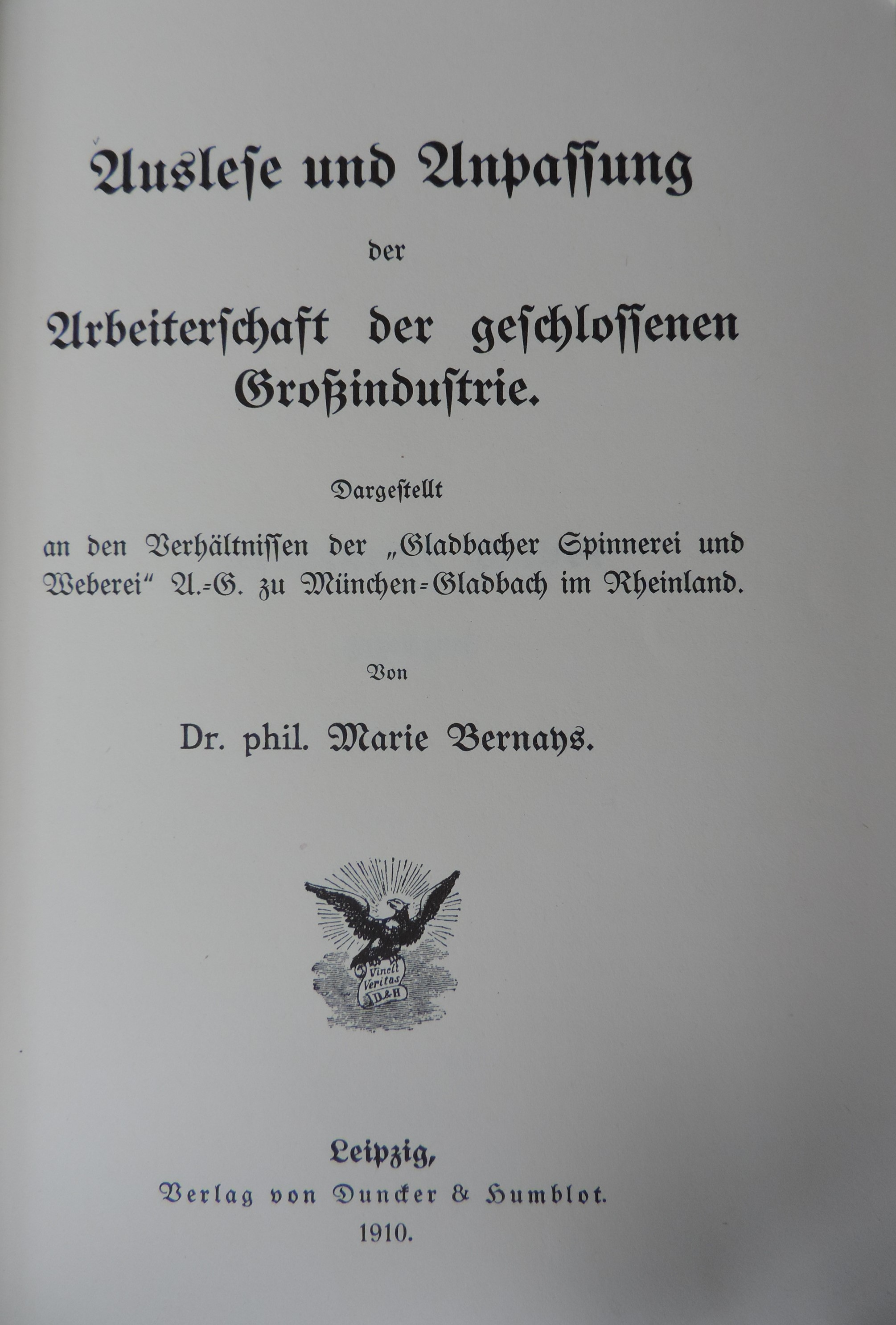
Doktorarbeit von Marie Bernays in Buchform

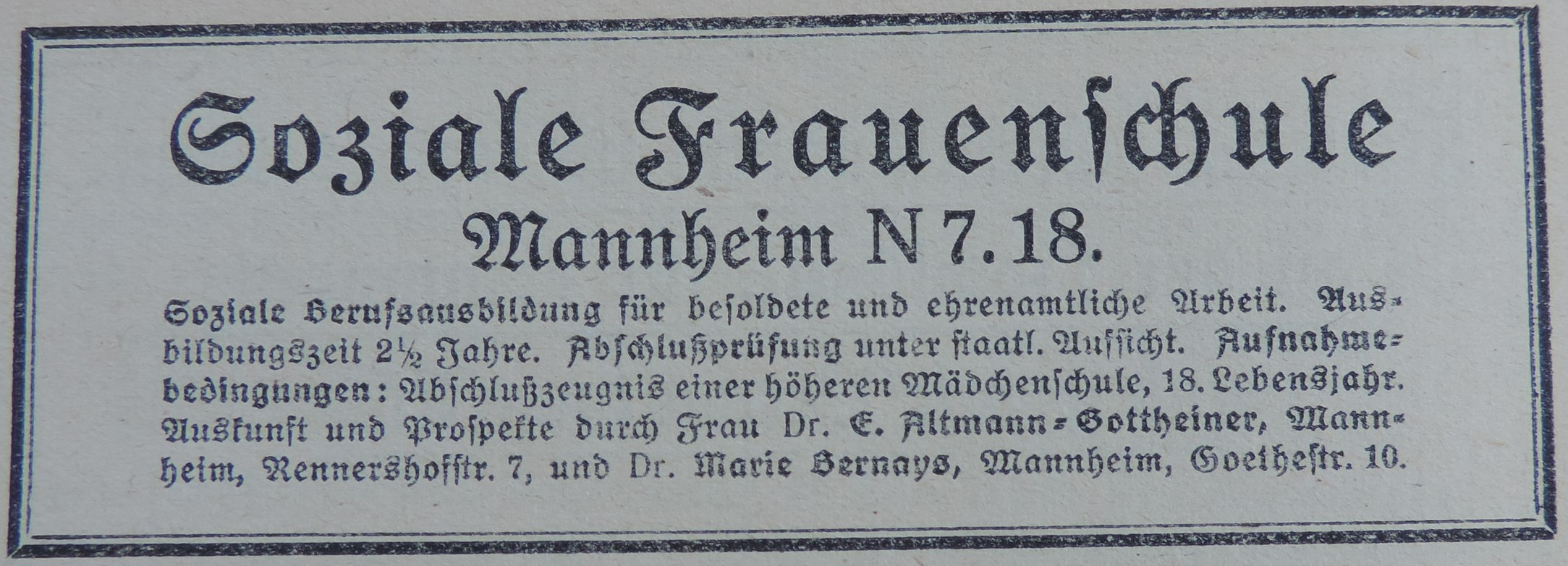
Anzeige der Sozialen Frauenschule Mannheim, archiviert im Ida-Seele-Archiv

Ihre Arbeit hatte zwei Schwerpunkte, die sie ebenfalls im Vorwort genau definierte:
Der erste Teil stellt Provenienz und Lebensschicksal der Arbeiter als Auslesefaktoren der Textilindustrie dar und versucht, ein Bild des Kulturniveaus der Arbeiterschaft zu geben. Im zweiten Teil der Arbeit wird der Versuch unternommen, Zusammenhänge zwischen Provenzienz, Lebensschicksal und Kulturniveau der Arbeiterschaft einerseits und ihrer Rentabilität für den Betrieb andererseits auf zahlenmäßiger Grundlage festzustellen und rationell zu erklären.
Im ersten, deutlich von Alfred Weber inspirierten Teil mit dem Titel Berufswahl und Berufsschicksal der Arbeiterschaft untersuchte Bernays unter anderem die soziale und geographische Herkunft der Arbeiter, ihre Einstellung nach Alterskriterien, den Verlauf ihrer beruflichen Karriere, ihre Freizeitgestaltung sowie die Bedeutung von Ehe und Familie. Im zweiten Teil ermittelte sie unter der Überschrift Zur Psychophysik der Textilarbeit die Rentabilität der Arbeiter für die Firma, vor allem in Korrelation mit den Ergebnissen aus dem ersten Teil. So ließen sich unter anderem die Einflüsse von Alter, Herkunft, Familienstand, Wohnbedingungen und selbst der Jahreszeit auf die Arbeitsleistung des Industriearbeiters analysieren und statistisch belegen. Bernays betonte, dass sie diesen zweiten Teil „im wesentlichen den Anregungen und Ratschlägen von Herrn Professor Dr. Max Weber“ verdanke. Max Weber hatte in der Tat mit seiner Denkschrift Erhebungen über Auslese und Anpassung (Berufswahl und Berufsschicksal) der Arbeiterschaft der geschlossenen Großindustrie von 1908 zusätzliche methodologische Anregungen für die Enquete gegeben und damit auch den offiziellen Arbeitsplan beeinflusst. Im Jahre 1912 veröffentlichte Bernays auf Anregung Max Webers eine weitere Untersuchung, bei der sie sich auf dessen Aufsätze Zur Psychophysik der industriellen Arbeit sowie auf die Untersuchungen des Psychiaters Emil Kraepelin stützte. Trotz ihrer Zusammenarbeit mit den Brüdern Weber, ihrer engen Freundschaft mit Max Webers Ehefrau Marianne, der sie ihr Buch gewidmet hatte, und trotz der hohen Qualität ihrer Forschungen wurde der Wunsch der hochbegabten jungen Frau nach Habilitation von Max Weber, aber offenbar auch von Alfred Weber abgelehnt. Da ihr somit eine wissenschaftliche Karriere verwehrt wurde, engagierte sich Marie Bernays schließlich im Schulwesen.
Als die Diskussion um die Erlangung höherer Bildung für Kinder mittelloser Eltern entbrannte, zweifelte Bernays das Bedürfnis und die Notwendigkeit an, begabte Kinder der Unterschicht zu akademischen Berufen zu führen. Sie vertrat die Ansicht, dass das Verständnis für die Aufgabe des humanistischen Gymnasiums doch in gewissem Maße „Erbgut von Familien mit alter Tradition“ sei.
Im Ersten Weltkrieg engagierte sie sich im Nationalen Frauendienst der Stadt Mannheim, wobei ihr besonderes Interesse dem 1915 errichteten Kriegstagheim für arbeitslose Mädchen und Frauen galt. Ein Jahr später gründete sie gemeinsam mit Elisabeth Altmann-Gottheiner, Alice Bensheimer und Julie Bassermann, ebenfalls in Mannheim, eine Soziale Frauenschule (auch Wohlfahrtsschule genannt), die eine „soziale Berufsausbildung für besoldete und ehrenamtliche Arbeit“ anbot. Bernays leitete die Ausbildungsstätte, die 1921 die staatliche Anerkennung erhielt. Die Schulleiterin selbst unterrichtete die Fächer: Soziale Literatur, Sozialtechnik, Volkswirtschaftslehre, Die soziale Bedeutung des bürgerlichen Rechts sowie Recht und Rechtspflege. Vehement kämpfte Bernays für die Anerkennung der Sozialen Frauenschulen als „Höhere Fachschulen“. Dazu vermerkte sie:
Der Kampf der deutschen Wohlfahrtsschulen um ihren Charakter als höhere Fachschulen und um die damit eng zusammenhängende Berufsstellung der Wohlfahrtspflegerin kann nur zu einem guten Ende führen, wenn auf allen Wohlfahrtsschulen genau so wie auf sonstigen höheren Schulen die Vermittlung eines bestimmten Wissenstoffes und einer formalen Geistesschulung gefordert wird und man endgültig davon absieht, nur Anregungen zum Nachdenken oder Besprechen praktischer Fälle oder theoretischer Probleme zum Inhalt des Unterrichts zu machen.
Ferner galt ihr Einsatz dem qualifizierten Ausbau der Wohlfahrtsschulen. Als beispielsweise in Münster vom „Katholischen Fürsorgeverein“ 1917 eine soziale Ausbildungsstätte ins Leben gerufen wurde, übte Bernays an deren Ausbildungskonzeption, die sich auf die Schwerpunkte Gesundheits-, Wirtschafts- und Berufsfürsorge konzentrierte, heftige Kritik und suchte nach Verbündeten für ihre Meinung unter den damaligen Wohlfahrtsschulleiterinnen (z. B. Alice Salomon, Rosa Kempf, Marie Baum etc.) Sie meinte, die neue Institution sei „keine voll ausgebaute Soziale Frauenschule in der, wie auf der Konferenz der Sozialen Frauenschulen Deutschlands stets gefordert wird, eine allgemeine soziale Berufsbildung vermittelt, und nur eine gewisse Spezialisation auf die drei Hauptfächer vorgenommen wird.“ Weiter bemängelte Bernays, „dass der Kath. Fürsorgeverein, eine führende Organisation auf dem Gebiet der sozialen Fürsorge, nicht eine voll ausgebaute Wohlfahrtsschule geschaffen hat“ und vertrat die Ansicht, dass „der künftigen Fürsorgerin eine breite Grundlage ihrer Ausbildung gegeben werden“ müsse.
Die von ihr mitbegründete Soziale Frauenschule Mannheim besteht heute noch als Fachhochschule für Sozialwesen, die seit 2006 Teil der Hochschule Mannheim ist.
1921 wurde Marie Bernays, in Nachfolge von Marianne Weber, für die DVP in den Badischen Landtag gewählt, dem sie bis 1925 angehörte. Der Schwerpunkt ihrer parlamentarischen Arbeit lag im sozialen Bereich der Kinder- und Jugendfürsorge, vor allem aber in der Frauenthematik. Sie setzte sich für den Ausbau des Frauenschulwesens, für bessere Berufschancen von Frauen sowie für ihre Zulassung zum Justizdienst ein.
Mit Beginn der NS-Zeit wurde sie 1933, obwohl 1928 als Leiterin der Sozialen Frauenschule auf Lebzeiten angestellt, wegen ihrer „jüdischen Versippung“ zuerst beurlaubt, dann schließlich vom Schuldienst suspendiert und von der NS-Presse diffamiert. Ende Juli 1933 verließ Marie Bernays Mannheim und begab sich für kurze Zeit nach München. Schließlich fand sie in Beuron Zuflucht. Dort setzte sie sich intensiv mit dem katholischen Glauben auseinander, erteilte den Benediktiner-Patern Englischunterricht, leitete zudem die Pfarrbibliothek und zeichnete für den Aufbau der Bibliothek ihres Vaters (von dem sie den neusprachlichen Teil seiner Bibliothek geerbt hatte) verantwortlich, die sie dem Kloster Beuron stiftete.
Am 11. Oktober 1933 wurde Marie Bernays in der Abteikirche St. Martin des Klosters Beuron nach römisch-katholischem Ritus getauft. Am 22. April 1939 starb sie, die an Gebärmutterkrebs erkrankt war, überraschend im Krankenhaus von Tuttlingen. Beerdigt wurde die Verstorbene in Beuron.
In Mönchengladbach erinnert eine Straße und in Mannheim ein Platz an Marie Bernays.

## Schriften
- Die Geschichte einer Baumwollspinnerei, ihr Produktionsprozeß und ihre Arbeiterschaft. Duncker & Humblot, Leipzig 1910.
- Auslese und Anpassung der Arbeiterschaft der geschlossenen Großindustrie, dargestellt an den Verhältnissen der 'Gladbacher Spinnerei und Weberei AG' zu München-Gladbach im Rheinland. Duncker & Humblot, Leipzig 1910 (Schriften des Vereins für Sozialpolitik: Untersuchungen über Auslese und Anpassung (Berufswahl und Berufsschicksal) der Arbeiter in den verschiedenen Zweigen der Großindustrie, Band 133). Kommentierte Neuausgabe, hg.  von Silke Schütter und Christian Wolfsberger, Klartext, Essen 2012.
- Untersuchungen über die Schwankungen der Arbeitsintensität während der Arbeitswoche und während des Arbeitstages. Ein Beitrag zur Psychophysik der Textilarbeit. In: Schriften des Vereins für Sozialpolitik 135/III, S. 183–389, Duncker & Humblot, Leipzig 1912.
- Lehrwerkstätten und Schulen in der Textilindustrie. Leipzig 1914.
- Untersuchungen über den Zusammenhang von Frauen-Fabrikarbeit und Geburtenhäufigkeit in Deutschland. W. Moeser, Berlin 1916, OCLC 612930059 (archive.org).
- Der Aufstieg der Begabten vom Standpunkt der Volkswirtschaft, in: Bayerische Lehrerinnenzeitung 1918, S. 99 ff.
- Die deutsche Frauenbewegung. B.G. Teubner, Leipzig 1920, OCLC 12678307 (archive.org).
- Über die praktische Ausbildung der Schülerinnen der Wohlfahrtsschulen, in: Zeitschrift für Schulgesundheitspflege und soziale Hygiene 1928, S. 113–117.
- Nochmals „Die praktische Ausbildung der Schülerinnen der Wohlfahrtspflege und soziale Hygiene“, in: Zeitschrift für Schulgesundheitspflege und soziale Hygiene 1928, S. 270